# Франкеншлюха
«Франкеншлюха» (англ. Frankenhooker) — американский кинофильм, комедия ужасов.

## Сюжет
Молодой парень Джеффри Франкен — мастер на все руки. Он может сделать супер-газонокосилку, и может и живую женщину из всяких «запчастей» слепить. Вот именно последним ему и пришлось заниматься, после того как его газонокосилка заживо, насмерть «покрошила в салат» его невесту Элизабет. Только её голова и уцелела. Но к голове нужно тело, решил Джеффри и отправился в город в поисках подходящего тела. Донорами рук, ног, грудей и ягодиц стали проститутки из трущоб, нанюхавшиеся до смерти какой-то ядовитой гадости, придуманной Джеффри. Мучимый совестью, Джеффри всё же сложил самые красивые женские части в идеальное тело, накрепко приклеил голову любимой девушки к новому телу, оживил — и в результате этого безумного научного эксперимента, у него получилась такая «тёлка», что он и сам не обрадовался…

## В ролях
- Джеймс Лоринц[англ.] — Джеффри Франкен
- Джоэнн Ричи  — миссис Шелли
- Дж. Дж. Кларк — мистер Шелли
- Пэтти Маллен — Элизабет
- Карисса Ченнинг — Долорес
- Ширл Бернхейм — бабушка Элизабет
- Луиза Лассер — миссис Франкен, мама Джеффри

## Критика
Фильм получил смешанные отзывы кинокритиков. На сайте Rotten Tomatoes у фильма 57 % положительных рецензий из 14. Обзор Variety гласит: «Это ужасная, гротескная комедия ужасов, рекомендуемая только людям с крепким сердцем и крепким желудком».